# Horst Schulze (Theologe)

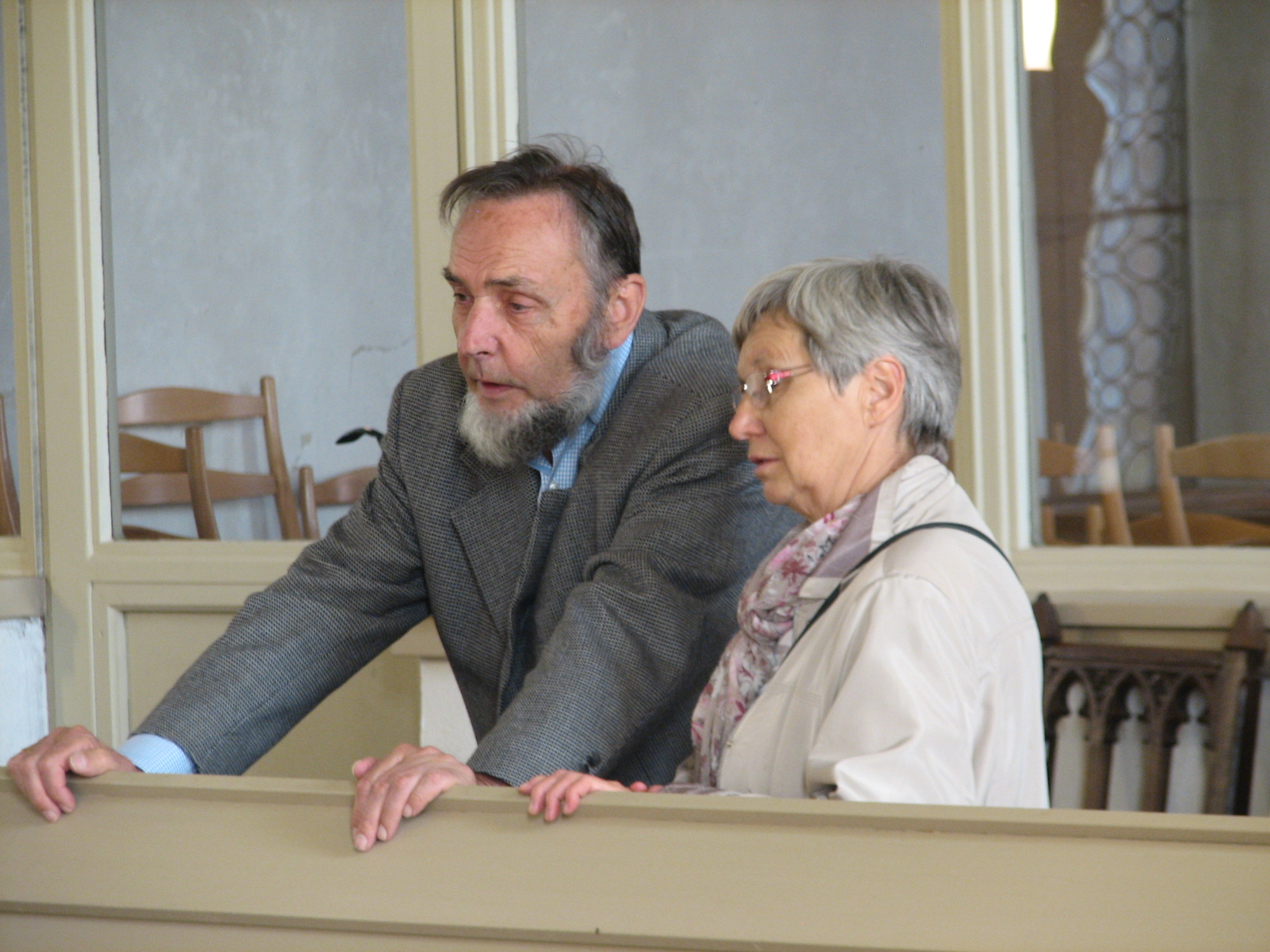
Horst Schulze (September 2017)

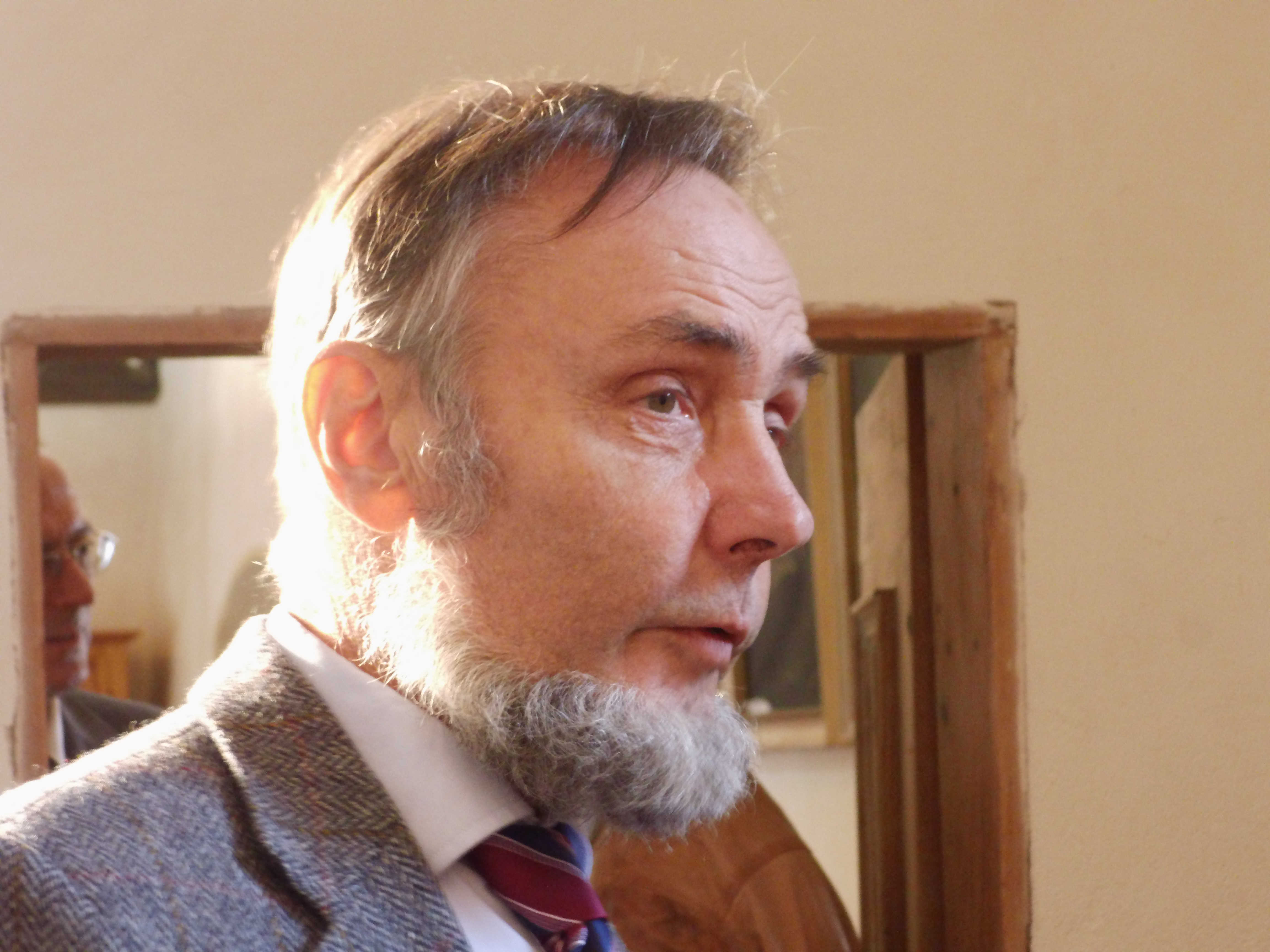
Horst Schulze (2014)

Paul Horst Schulze (* 19. März 1935 in Aue; † 3. Juni 2021 in Wurzen) war ein deutscher evangelischer Theologe. Für seine Verdienste während der Friedlichen Revolution in der DDR 1990 und für sein Engagement zur Rettung des Dom St. Marien zu Wurzen wurde er 2005 mit der Ehrenbürgerschaft der Stadt Wurzen ausgezeichnet.

## Beruflicher Werdegang
Horst Schulze legte 1953 in Aue das Abitur ab und studierte anschließend in Leipzig Theologie. Nach dem Lehrvikariat folgte eine Pfarrstelle in Flöha, wo er ordiniert wurde und von 1959 bis 1962 wirkte. Es folgten neun Jahre als Pfarrer in Wermsdorf und Krankenhausseelsorger in der Klinik Hubertusburg. 1971 wurde Schulze Pfarrer in Hohenstein-Ernstthal, ab 1980 war er Pfarrer (später Superintendent) in Wurzen. Im Jahr 2000 ging er in den Ruhestand.

## Ehrenämter
Schulze gehörte seit 1971 zur Evangelischen Michaelisbruderschaft; 30 Jahre lang war er gewähltes Leitungsmitglied in deren Rat. Von 1972 bis 1990 wirkte er als Mitglied der Evangelisch-lutherischen Landessynode in Sachsen, zeitweise auch als gewähltes Mitglied der Kirchenleitung.
Von 1982 bis 2010 war Schulze Domherr und Domdechant des Doms St. Marien zu Wurzen, ab 2011 war er Altdomherr.
1990 leitete Horst Schulze den Runden Tisch der Stadt und des Kreises Wurzen. Von 1990 bis 1996 war er Mitglied der Synode der Vereinigten Evangelisch-Lutherischen Kirche Deutschlands.

## Privates
Horst Schulze wuchs als Sohn eines Hausmeisters und einer Reinemachfrau auf. Er war ab 1958 verheiratet mit Uta Schulze. Das Ehepaar hatte drei Töchter sowie sieben Enkelkinder und lebte bis zuletzt in Wurzen.